# Setaria rigida
Setaria rigida là một loài thực vật có hoa trong họ Hòa thảo. Loài này được Stapf miêu tả khoa học đầu tiên năm 1899.